# Saaleland (Schiff, 1983)
Die Saaleland ist ein Fahrgastschiff, das auf dem Hohenwarte-Stausee eingesetzt wird.

## Geschichte
Das Schiff wurde 1983 in Bodenwerder an der Oberweser in der Schiffswerft Oberweser gebaut und war zugleich deren letzter Bau vor der Schließung der Werft 1983. Es ist mit einem 240-PS-Wasserstrahlantrieb „Schottel-Pump-Jet“ (SPJ) von Schottel Industries ausgestattet, bekam nach seiner Fertigstellung den Namen Lipperland und wurde zunächst von der Personenschiffahrt Emmerstausee in Schieder-Schwalenberg im Emmerstausee eingesetzt.
Später wurde das Schiff verkauft und in zwei Teilen, das Oberdeck vom Unterdeck getrennt, jeweils über Land zum Hohenwarte-Stausee überführt, auf dem sie seit 2003 unter dem Namen Saaleland im Einsatz ist.

## Einsatzgebiet
Der Eigner, die Fahrgastschiffahrt Hohenwarte GmbH, setzt das Schiff, neben der Saaletal  und der Hohenwarte, für Ausflugs- und Rundfahrten auf dem Hohenwarte-Stausee ein. Zusätzlich kann das Schiff für Veranstaltungen gemietet werden und es werden Sonder- und Veranstaltungsfahrten für Schlagerpartys oder Rockkonzerte auf dem See durchgeführt.